# 萨雷特氧化反应
萨雷特氧化反应是用三氧化铬和吡啶把醇氧化成酮或醛的反应。伯醇只能被氧化成醛，不能被氧化成羧酸。
该反应以美国化学家路易斯·黑斯廷斯·萨雷特（1917－1999）命名。